# Nerjungri
Nerjungri (ryska Нерюнгри, uttalas [ˈnʲerʲʊnɡrʲɪ], jakutiska Нүөрүҥгүрү, Nüörüŋgürü) är en stad i delrepubliken Sacha i Ryssland. Folkmängden uppgår till cirka 58 000 invånare.